# Cesta II. triedy 502
Die Cesta I. triedy 502 (slowakisch für ‚Straße 2. Ordnung 502‘), kurz II/502, ist eine Straße 2. Ordnung in der Slowakei, die von Bratislava nach Vrbové führt. Die Straße stellt die Hauptverbindung zwischen Städten und Dörfern auf der Ostseite der Kleinen Karpaten (Svätý Jur, Pezinok, Modra, Limbach) mit Bratislava dar. Auf ihrer Strecke kreuzt sie die Straße I/51 in Trstín. Die Gesamtlänge beträgt fast 79 km.
Abschnitte, die durch Bratislava führen, werden vom Magistrat der Stadt Bratislava verwaltet, im weiteren Verlauf von der Stadtgrenze Bratislavas bis zur Grenze zwischen Doľany und Dolné Orešany ist die Regionálne cesty Bratislava, eine Organisation des Bratislavský samosprávny kraj und von Dolné Orešany bis Vrbové ist die Správa a údržba ciest Trnavského samosprávneho kraja, eine Organisation des Trnavský samosprávny kraj, zuständig.

## Verlauf

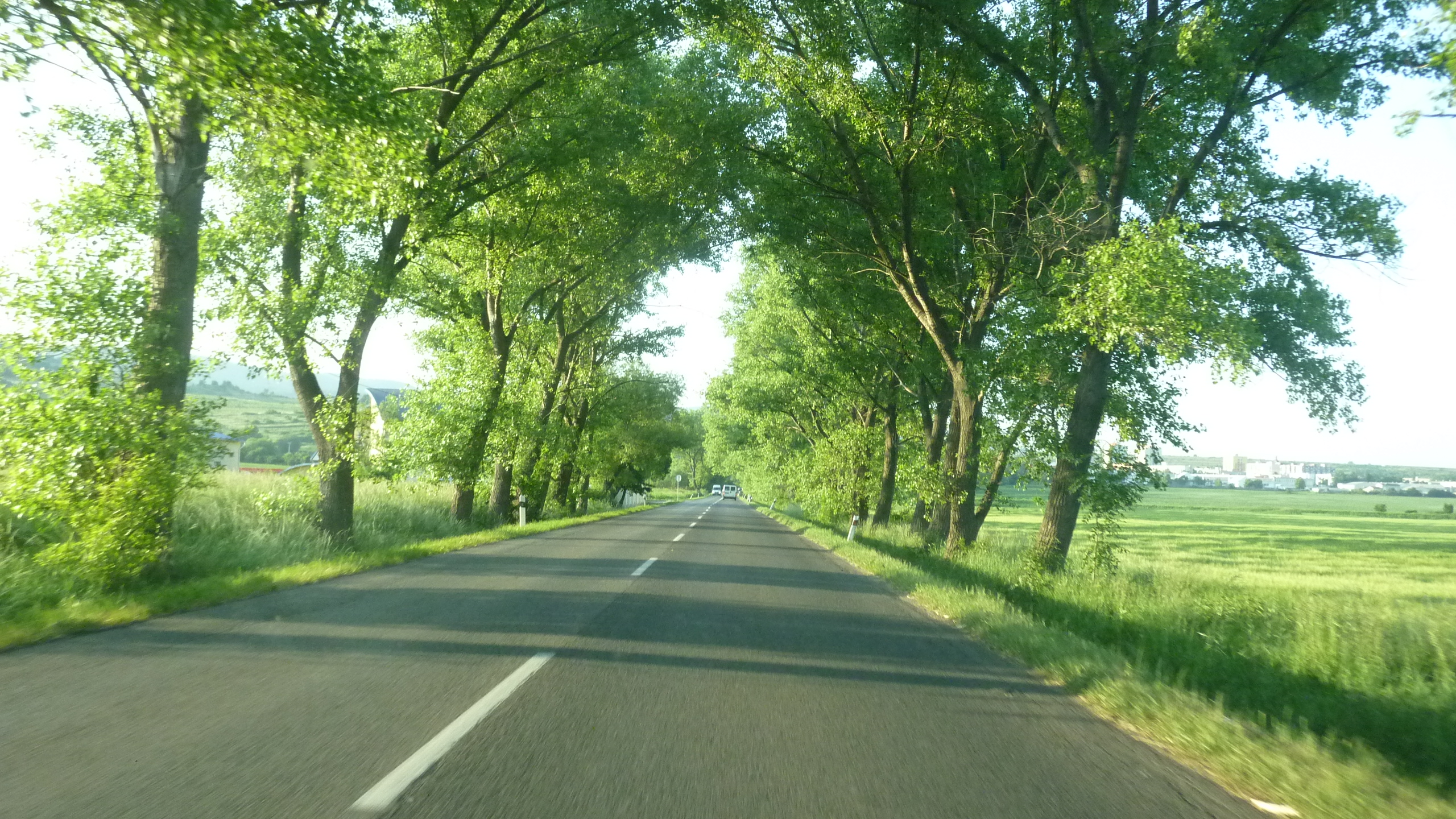
Pappelallee bei Vinosady

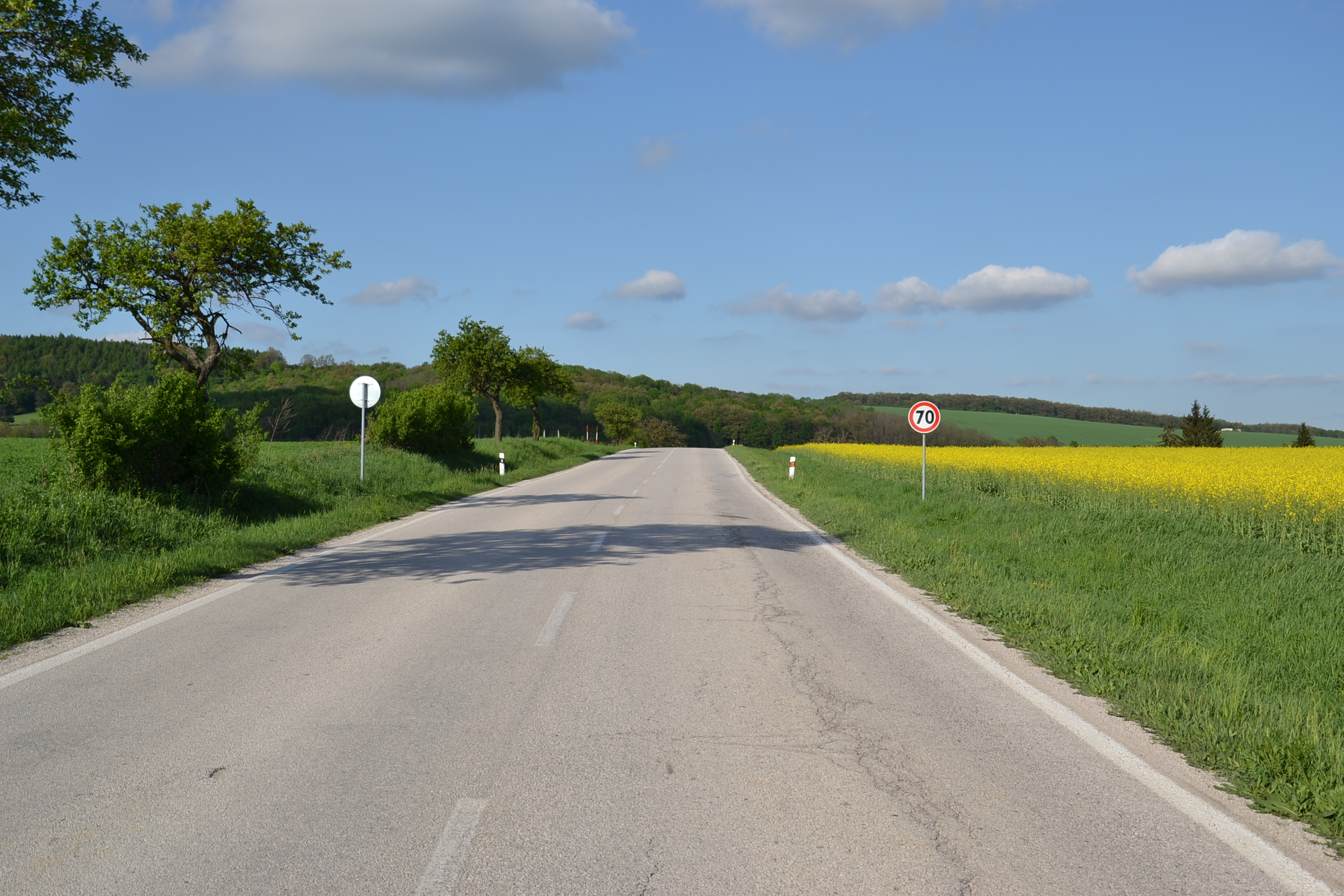
Die II/502 zwischen Trstín und Dechtice

Die Straße beginnt in Bratislava am Račianske mýto, wo sie auch die II/572 kreuzt. In Bratislava geht es weiter über Straßen Račianska, Žitná und Púchovská durch die Stadtteilen Nové Mesto und Rača stadtauswärts und hat mit kürzeren Unterbrechungen einen vierspurigen Ausbau. Im Bereich der Anschlussstelle Bratislava-Rača mit der Autobahn D4 überquert die II/502 die Stadtgrenze Bratislavas und verläuft ungefähr nordostwärts weiter über Svätý Jur nach Pezinok-Grinava, wo der vierspurige Ausbau an der Kreuzung mit der III/1085 nach Limbach endet. Nach der Stadtdurchfahrt Pezinok trifft sie die II/503 mit Abzweigen nach Senec oder Malacky, nach Passieren von Vinosady wird die Kleinstadt Modra erreicht. Im Stadtteil Kráľová zweigt die II/504 Richtung Trnava ab. Weiter führt die Landstraße durch Dubová, Častá und Doľany, bevor sie die Grenze zwischen den Bezirken Bratislavský kraj und Trnavský kraj erreicht. Durch Dolné Orešany, Horné Orešany und Smolenice wird dann die Gemeinde Trstín erreicht. Nach einer kurzen gemeinsamen Strecke mit der I/51 geht die II/502 weiter durch Naháč nach Dechtice, wo sie die aus Trnava kommende II/560 trifft. Auf der letzten Teilstrecke passiert sie Chtelnica, Dolný Lopašov und Šterusy und endet im Stadtzentrum von Vrbové an einer Kreuzung mit der II/499, mit Verbindungen nach Brezová pod Bradlom oder Piešťany.

## Ausbaupläne
Der Bratislavský samosprávny kraj hat langfristige Pläne, die II/502 auf eine neue Trasse östlich der bestehenden Straße zu verlegen und so alle Ortsdurchfahrten von Svätý Jur bis Dubová zu vermeiden. Das Vorhaben ist Teil des Obchvat Malokarpatska (frei: Umfahrung der Kleine-Karpaten-Region) genannten Projektes. Die Umfahrungen Svätý Jur und Pezinok sind als richtungsgetrennte und niveaufreie vierspurige Straßen, die Verlegung zwischen Pezinok und Modra und Umfahrungen Modra und Dubová hingegen als herkömmliche zweispurige Straßen mit niveaugleichen Kreuzungen vorgesehen. Zum Bau gibt es noch keinen konkreten Zeitplan.